# Trail (circonscription britanno-colombienne)
Pour les articles homonymes, voir Trail.
Circonscription électorale provinciale du Canada
Trail est une ancienne circonscription provinciale de la Colombie-Britannique représentée à l'Assemblée législative de la Colombie-Britannique de 1916 à 1924.

## Géographie
La circonscription représentait la ville et la région autour de Trail dans le sud-est de la province, en bordure de la frontière canado-américaine.
Le territoire de la circonscription est par la suite représenté par West Kootenay-Boundary.

## Liste des députés
| Législature                                                     | Années                       | Député                       | Député                       | Parti                        |
| Trail Issue de Rossland City                                    | Trail Issue de Rossland City | Trail Issue de Rossland City | Trail Issue de Rossland City | Trail Issue de Rossland City |
| --------------------------------------------------------------- | ---------------------------- | ---------------------------- | ---------------------------- | ---------------------------- |
| 14e                                                             | 1916–1920                    |                              | James Hargrave Schofield     | Conservateur                 |
| 15e                                                             | 1920–1924                    |                              | James Hargrave Schofield     | Conservateur                 |
| Circonscription fusionnée à Rossland pour former Rossland-Trail |                              |                              |                              |                              |